# José Delarra
José Ramón De Lázaro Bencomo, més conegut com a José Delarra (San Antonio de los Baños, 26 d'abril de 1938 - l'Havana, 26 d'agost de 2003), va ser un escultor i pintor cubà, diputat a l'Assemblea Nacional del Poder Popular. Forçat a l'exili, abans de la Revolució Cubana va passar uns anys vivint a Madrid, on treballà de copista al Museu del Prado.

## Obra escultòrica

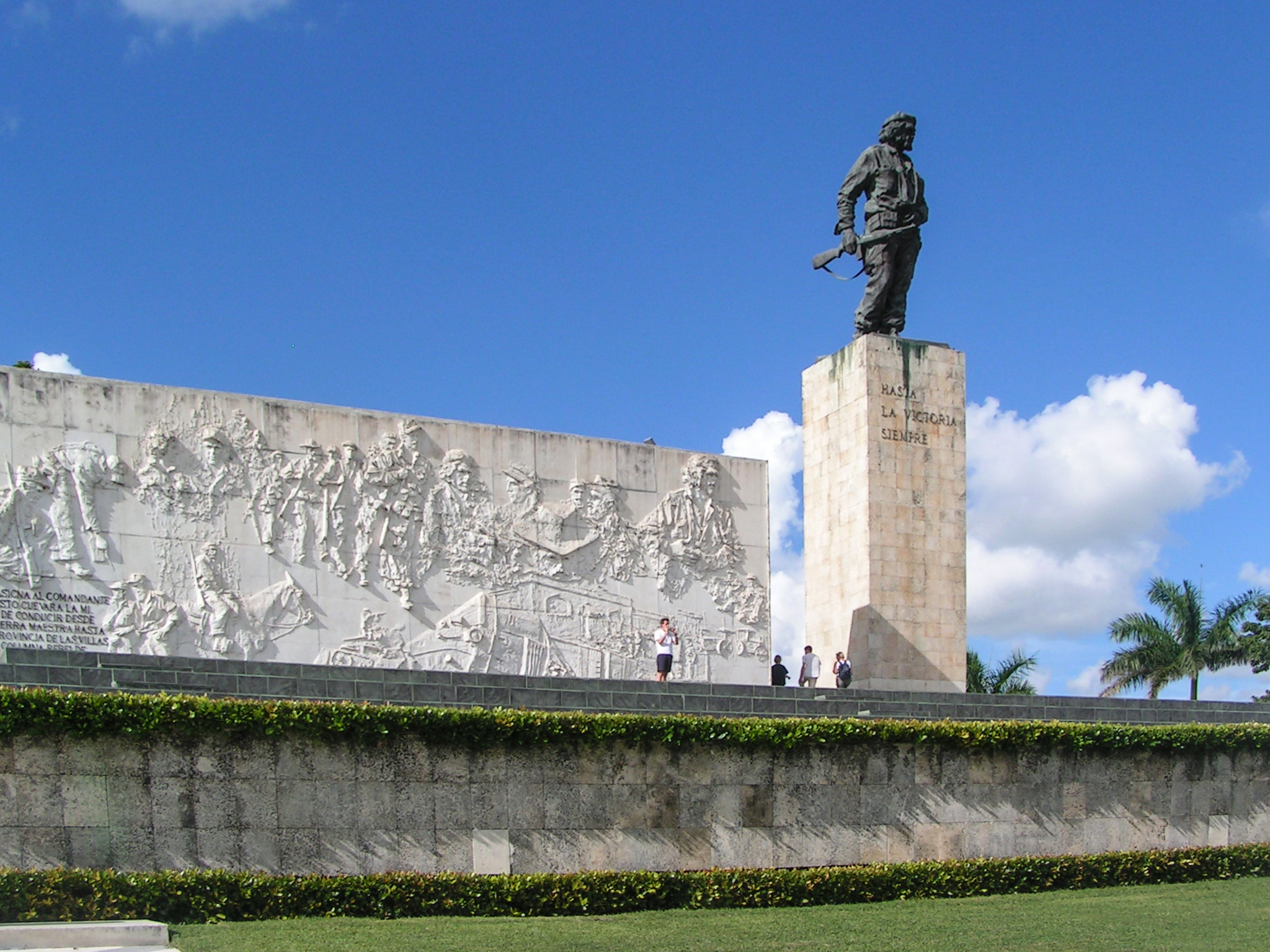
Mausoleu del Che Guevara

La seva obra està distribuïda en 40 països, entre ells Angola i República Dominicana. Entre les obres més destacades de José Delarra s'inclouen les següents: 
- Monuments alçats a les Places de la Revolució de les províncies d'Holguín, Granma i Vila Clara.[3]
- Mausoleu del Che Guevara i el conjunt escultòric, que des de 1997, engalana el lloc on es troben les restes del guerriller i els seus companys, a la Plaça de la Revolució de Santa Clara.
- Cinc monuments a l'Estat espanyol, entre ells el Monument en honor de José Martí, que s'erigeix a la plaça Ciutat de l'Havana, de Xixón.[3]
- Quatre monuments a la ciutat mexicana de Cancún, un dels quals dedicat a José Martí.
- Monument a la Història de Mèxic. Inaugurat el 1981 pel president de la república, José López Portillo, enalteix la història nacional a través de gravats dels personatges històrics més rellevants. A causa de la seva forma, popularment se'l coneix com «La Liquadora».[5]
- Monument a José Martí. Primer monument dissenyat per José Delarra fora de Cuba, el 1978. Els locals el van batejar amb el nom d'«Els Plàtans».